# Friedrich Ludwig von Botzheim
Friedrich Ludwig Freiherr von Botzheim (* 19. August 1739 in Saarbrücken; † 20. März 1802 in Schmölln bei Wurzen) war fürstlich nassau-weilburgischer Regierungs- und Kammerpräsident.
Friedrich Ludwig von Botzheim, aus der pfälzischen Adelsfamilie Botzheim stammend, studierte an der Universität Jena und trat danach in den nassauischen Staatsdienst.
Als Nachfolger des verstorbenen Karl de la Pottrie (Amtszeit: 1750–1770) wurde er von Fürst Karl Christian von Nassau-Weilburg als fürstlich nassau-weilburgischer Regierungs- und Kammerpräsident zu Kirchheim (der damaligen Residenzstadt des Fürstentums) an die Spitze der Nassau-Weilburger Regierung berufen.
Ernst Zais schreibt ihm besondere Verdienste durch tolerante und erleuchtete Reformen im Kirchen- und Schulwesen zu. Eckhardt Treichel hingegen spricht von wenig reformerischem Impetus.
Die wichtigste verwaltungsmäßige Änderung in seiner Amtszeit war die Geschäftsordnung der Landesregierung im Jahr 1787. Darin wurde neben dem bisherigen Regionalprinzip (die Räte der Regierung waren als Amtmänner für einzelne Ämter zuständig) auch das Realprinzip verankert, nachdem die Räte zusätzlich ein festes Sachressort erhielten. In seine Verwaltungsperiode fällt der sog. Kirchheimer A-B-C-Buchstreit. Nach dem Tode des Fürsten Karl 1788 legte er sein Amt nieder und lebte erst in Wiesbaden und seit 1792 in Nürnberg. Sein Nachfolger an der Spitze der Weilburger Regierung wurde Hans Christoph Ernst von Gagern.
Er war Ritter des Kurpfälzer Löwenordens und Rat des oberrheinischen Ritterkantons.

## Werke
- Kurze Lebensgeschichte des den 28. November 1788 verstorbenen Fürsten Carl von Nassau-Weilburg. Wiesbaden 1789.
- Freymüthiger Zuruf eines Freundes der Wahrheit an alle biederen Teutsche. Wiesbaden 1791.